# Cophixalus nubicola
Cophixalus nubicola es una especie de anfibio anuro de la familia Microhylidae.

## Distribución geográfica
Es endémica de Papúa Nueva Guinea, en altitudes de 3100 m.

## Estado de conservación
Se encuentra amenazada por la pérdida de su hábitat natural.